# Pfinzgau
El Pfinzgau és una petita regió històrica d'Alemanya a l'est de Karlsruhe. Porta el seu nom pel riu Pfinz. Com a espai natural el Pfinzgau és un "lößlehmüberdecktes", un país de suaus turons ondulats.
A l'edat mitjana alta només estaven ocupats un pocs llocs al voltant de Grötzingen com a components del Pfinzgau. Les primeres colònies a l'àrea del Karlsruher actual estan testimoniades als segles IV a VII al nord de i al sud de la Pfinz. Al segle xi apareixen uns comtes al Pfinzgau que al voltant del 1100 van agafar el nom de comtes d'Hohenberg.
Modernament el concepte, oblidat durant segles, ha experimentat una reanimació. Des de 1913 se li diu a la col·lecció d'antiguitats a Durlach (des de 1924 accessible a la Karlsburg Pfinzgaumuseum.